# Diederik Lutke Schipholt
Diederik Lutke Schipholt (Hengelo, 9 april 1916 - Amersfoort, 14 maart 1945) was een Nederlandse politieman. Hij werd kort voor het einde van de Tweede Wereldoorlog door het verzet geliquideerd vanwege zijn samenwerking met de Duitsers.

## Levensloop
Diederik Lutke Schipholt was de jongste zoon van Willem Lutke Schipholt en Geertrui van den Berg. Hij zat op de Meester Snel School in Losser. Hij was tijdens de oorlog lid geworden van de Waffen-SS en was in Schalkhaar in de nationaalsocialistische stijl opgeleid tot politiefunctionaris. Na zijn opleiding werd hij bij de politieke dienst van de politie in Amersfoort gestationeerd. Deze politieafdeling maakte actief jacht op ondergedoken Joden en verzetsleden. Lutke Schipholt kreeg al snel een zekere reputatie, omdat hij veel mensen oppakte en daarmee een groot gevaar vormde voor het verzet. 
Zijn activiteiten leidden onder andere tot de arrestatie van dominee Sjouke Rijper, zijn gezin en twee onderduikers, van koster Luit van der Weij en de advocaat Jaap de Graaf uit Amersfoort. Rijper en zijn groep werden in Kamp Amersfoort verhoord. De Graaf en Van der Weij, beiden lid van Groep Westerkerk, werden direct naar Neuengamme gestuurd, waar beiden overleden.
Begin februari 1945 werd aan de Amersfoortse sabotagegroep der binnenlandse strijdkrachten de opdracht verstrekt Lutke Schipholt te liquideren. Vier mannen van Groep Westerkerk kregen hiertoe opdracht. Lutke Schipholt werd in de namiddag in zijn rug geschoten door verzetsstrijder J.A. van Dam op 14 maart 1945 in de Westerstraat, terwijl hij daar fietste samen met Maria Frederika Buwalda. Bij aankomst in het ziekenhuis was hij reeds aan zijn verwondingen overleden.
Zes dagen later werden op de Appelweg tien verzetsleden, die een kleine twee weken eerder na een wapendropping in de buurt van Ede waren gepakt, gefusilleerd. Het ging om Gerrit Boonzaaijer, Bart van Elst, Pieter Rutger de Geest, Derk van Gestel, Jo Kelderman, Max Lugthart, Jan Mekking, Ferdi Rombout, Barend Veenendaal en  Elbert Veenendaal. Ter nagedachtenis aan deze fusillade is een monument opgericht aan de Appelweg in Amersfoort.